# Comté de York (Caroline du Sud)
Pour les articles homonymes, voir Comté de York.
Le comté de York est l’un des 46 comtés de l’État de Caroline du Sud, aux États-Unis. Il a été fondé en 1785. Son siège est la ville de York. Selon le recensement de 2010, la population du comté est de 226 073 habitants.

## Géographie
Le comté a une superficie de 1 802 km², dont 1 768 km² de terre ferme. 

## Démographie
| 1790  | 1800   | 1810   | 1820   | 1830   | 1840   |
| ----- | ------ | ------ | ------ | ------ | ------ |
| 6 604 | 10 250 | 10 032 | 14 936 | 17 790 | 18 383 |

| 1850   | 1860   | 1870   | 1880   | 1890   | 1900   |
| ------ | ------ | ------ | ------ | ------ | ------ |
| 19 433 | 21 502 | 24 286 | 30 713 | 38 831 | 41 684 |

| 1910   | 1920   | 1930   | 1940   | 1950   | 1960   |
| ------ | ------ | ------ | ------ | ------ | ------ |
| 47 718 | 50 536 | 53 418 | 58 663 | 71 596 | 78 760 |

| 1970   | 1980    | 1990    | 2000    | 2010    | - |
| ------ | ------- | ------- | ------- | ------- | - |
| 85 216 | 106 720 | 131 497 | 164 614 | 226 073 | - |